# موتيسية خطية الأوراق
موتيسية خطية الأوراق (الاسم العلمي: Mutisia linearifolia) هو نوع نباتي يتبع جنس الموتيسية من فصيلة النجمية.